# Lila Deneken
Lila Pura Deneken Cacharro (Ciudad de México, 14 de mayo de 1949) es una cantante, pintora, compositora, actriz y vedette mexicana.

## Datos biográficos

### Años 1960: familia e inicios
Es hija de padre chileno y madre mexicana. Su vida artística se inició en 1966 como integrante del grupo Los Peg, donde el bajista era José José y la vocalista su hermana Gilda Deneken. Su grupo interpretaba jazz y bossa-nova, siendo precisamente este su primer estilo.

### Años 1970: primeras giras
Tras caminar por diversos grupos y géneros, decidió probar suerte fuera de México, y emprendió una gira de tres meses en compañía de su hermana Gilda por todo el Oriente. A su regreso en el año de 1972, Lila se integró al grupo músico vocal "Tabasco", con su hermana Lupita, y por primera vez las tres hermanas cantaron juntas.

### Gira en los Estados Unidos
El grupo fue descubierto por Tony de Marco, quien las llevó a una exitosa gira por Estados Unidos, durante la cual Lila decidió independizarse para iniciar su carrera como solista, que la llevaría a ser reconocida como "La número 1".

### Años 1970-1980: Festival OTI
En 1978 se presentó en el Festival OTI, donde obtuvo el primer lugar como la Mejor Intérprete, además del segundo lugar con la canción "Cuando Pienso en Ti", de Nacho Méndez. Más tarde, en 1980 ganó el segundo lugar a “la revelación” cuando volvió a ser considerada la Mejor Intérprete del Festival, con la canción "Se Solicita una Aventura", de Roberto Cantoral.[cita requerida]
En 1981 realizó su primera gira internacional como solista, y fue la primera artista latina en presentar un espectáculo en el Sporting Club de Montecarlo como vedette, para después continuar en México, abarrotando teatros y centros nocturnos. Lila ganó varios reconocimientos, incluyendo Discos de Oro por las producciones “Qué Fácil Es Decir 'Que Me Perdone Tu Señora'”.[cita requerida]
Cabe señalar que su disco primero en género de baladas, Lila Deneken: Libre Como Mi Alma ha tenido gran aceptación dentro del público. Participó en la obra de teatro Cada quien su vida, así como en el espectáculo Broadway por amor y después abrió su centro de espectáculos al que bautiza como “El Rincón de Lila Deneken”.[cita requerida]
Además incursionó en el mundo de la conducción con su programa Ahora toca… con Lila Deneken.

### Años 2000
En 2006 formó parte del electo de Cantando por un Sueño, durante la segunda temporada, donde se desempeñaba como maestra de Roberto Blandón y la soñadora Teresa de Jesús, desempeñando una gran participación dentro del concurso, pero no lograron llegar a la final de la competencia. Este espacio brindó la oportunidad de volver a verla en los escenarios televisivos de México.[cita requerida]
En el 2007 formó parte del elenco de figuras musicales que participaron en la emisión Disco de oro, de Televisión Azteca, conducido por José Luis Rodríguez y María Inés Guerra. Se trataba de una competencia entre varios artistas de distintas décadas de la música, y al final resultó ser ganadora la cantante Beatriz Adriana.[cita requerida]
Junto con Ana Cirré y Alejandra Ávalos presentó el espectáculo Como 2 tragos de Tequila, homenajeando con éste a José Alfredo Jiménez y Juan Gabriel, también apareció en el musical Cats como Grizabella, papel que compartió con Ana Cirré, Filippa Giordano y Myriam Montemayor. Además preparó proyectos, como su monólogo Lila, el juego de la vida" y un nuevo programas musicales para la televisión.[cita requerida]

## Discografía
- Por cobardía (1979) (también editado como "Lila Deneken")
- Se solicita una aventura (1980) (también editado como "Aquí y ahora")
- Salvaje (1983)
- Más, más, más: el súper show de Lila Deneken (1983) (también editado como "El show del millón")
- Hay (1991) (tema interpretado junto a sus hermanas, nunca grabado en ningún disco)
- Libre como mi alma (2005)
- Como 2 gotas de rocío (2008) (disco grabado junto a Ana Cirré y Arianna)
- Lila Deneken con mariachi (2008)
- Homenaje a Eydie Gormé y Los Panchos (2009) (también editado como "Recordando grandes boleros, vol. 1")
- Como dos tragos de tequila (2010) (grabado junto a Alejandra Ávalos y Ana Cirré)
- Simplemente Lila Deneken (2013) (álbum recopilatorio)

- Datos: Q6547463